# Mujer, casos de la vida real
A Mujer, casos de la vida real (magyarul: A Nő: az élet valós esetei) 1985 és 2007 között készült mexikói antológiasorozat, amelyet a Televisa készített.

## Történet
A sorozat eleinte az 1985-ös mexikói földrengés áldozatainak készült, benne megtörtént eseteket dolgoztak fel. A műsor rövid időn belül nagy népszerűségre tett szert, ezért a Televisa úgy döntött, hogy más témákkal kapcsolatban is feldolgoz megtörtént eseteket epizódonként. 
Eredetileg két esetet dolgoztak fel epizódonként. A műsorvezető Silvia Pinal színésznő, politikus volt, aki felkonferálta a történetet, majd a végén kommentárral zárta a műsort. Voltak epizódok, amelyekben a színésznő személyes véleményét fejtette ki, és hogy hogyan érdemes megelőzni eseteket.
Az 1990-es évek közepéig a műsor eleinte péntekenként, majd szombat esténként került adásba a Las Estrellas csatornán, 2001-től 2007-ig a műsor minden hétköznap adásba került. 

## Műsor
A sorozat eleinte boldog szerelmi témákat boncolgatott, viszont az 1990-es évektől komolyabb, korábban Mexikóban tabunak számított témákkal foglalkozott: nemi erőszak, vérfertőzés, párkapcsolati erőszak, gyermekbántalmazás, prostitúció, homofóbia, homoszexualitás, emberrablás, vandalizmus, bűnözés, rákbetegség, AIDS, halál és családon belüli erőszak.